# Svetoslav Djakov
Svetoslav Atanasov Djakov (Bulgaars: Светослав Атанасов Дяков) (Blagoëvgrad, 31 mei 1984) is een Bulgaars voormalig voetballer die doorgaans speelde als middenvelder. Tussen 2002 en 2022 was hij actief voor Pirin, Pirin Blagoëvgrad, Lokomotiv Sofia, Loedogorets en opnieuw Pirin Blagoëvgrad. Djakov maakte in 2012 zijn debuut in het Bulgaars voetbalelftal en kwam uiteindelijk tot zesendertig interlandoptredens.

## Clubcarrière
Djakov speelde lang in zijn geboorteplaats Blagoevgrad, maar in 2008 werd hij de eerste zomerse aanwinst voor Lokomotiv Sofia, waar hij een driejarige verbintenis ondertekende. Hij zou uiteindelijk drie jaar bij Lokomotiv blijven en na het aflopen van zijn contract tekende hij voor twee jaar bij Ludogorets. Met Loedogorets werd Djakov tweemaal achtereenvolgens landskampioen, waarna hij bij aanvang van het seizoen 2013/14 benoemd werd tot aanvoerder. In de zomer van 2021 verliep zijn verbintenis bij Loedogorets, waarop hij overgenomen werd door zijn oude club Pirin Blagoëvgrad. Een jaar later zette Djakov op achtendertigjarige leeftijd een punt achter zijn actieve loopbaan, waarna hij technisch directeur werd bij Pirin.

## Clubstatistieken
| Seizoen | Club              | Competitie | Competitie | Competitie | Beker | Beker | Internationaal | Internationaal | Totaal | Totaal |
| Seizoen | Club              | Competitie | Wed.       | Dlp.       | Wed.  | Dlp.  | Wed.           | Dlp.           | Wed.   | Dlp.   |
| ------- | ----------------- | ---------- | ---------- | ---------- | ----- | ----- | -------------- | -------------- | ------ | ------ |
| 2002/03 | Pirin             | Parva Liga | 20         | 1          | 2     | 1     | 0              | 0              | 22     | 2      |
| 2003/04 | Pirin             | Parva Liga | 24         | 1          | 3     | 0     | 0              | 0              | 27     | 1      |
| 2004/05 | Pirin             | Parva Liga | 29         | 0          | 1     | 0     | 0              | 0              | 30     | 0      |
| 2005/06 | Pirin Blagoëvgrad | Parva Liga | 12         | 1          | 1     | 0     | 0              | 0              | 13     | 1      |
| 2006/07 | Pirin Blagoëvgrad | Parva Liga | 23         | 5          | 2     | 1     | 0              | 0              | 25     | 6      |
| 2007/08 | Pirin Blagoëvgrad | Parva Liga | 27         | 3          | 2     | 0     | 0              | 0              | 29     | 3      |
| 2008/09 | Lokomotiv Sofia   | Parva Liga | 25         | 0          | 1     | 0     | 1              | 0              | 27     | 0      |
| 2009/10 | Lokomotiv Sofia   | Parva Liga | 27         | 0          | 2     | 0     | 0              | 0              | 29     | 0      |
| 2010/11 | Lokomotiv Sofia   | Parva Liga | 27         | 2          | 1     | 0     | 0              | 0              | 28     | 2      |
| 2011/12 | Loedogorets       | Parva Liga | 29         | 1          | 4     | 0     | 0              | 0              | 33     | 1      |
| 2012/13 | Loedogorets       | Parva Liga | 28         | 3          | 0     | 0     | 2              | 0              | 30     | 3      |
| 2013/14 | Loedogorets       | Parva Liga | 22         | 2          | 4     | 1     | 14             | 1              | 40     | 4      |
| 2014/15 | Loedogorets       | Parva Liga | 24         | 0          | 5     | 1     | 11             | 0              | 40     | 1      |
| 2015/16 | Loedogorets       | Parva Liga | 29         | 0          | 1     | 0     | 2              | 0              | 32     | 0      |
| 2016/17 | Loedogorets       | Parva Liga | 22         | 1          | 3     | 0     | 14             | 0              | 39     | 1      |
| 2017/18 | Loedogorets       | Parva Liga | 23         | 0          | 2     | 0     | 12             | 1              | 37     | 1      |
| 2018/19 | Loedogorets       | Parva Liga | 30         | 0          | 3     | 0     | 14             | 0              | 47     | 0      |
| 2019/20 | Loedogorets       | Parva Liga | 22         | 0          | 3     | 0     | 9              | 0              | 34     | 0      |
| 2020/21 | Loedogorets       | Parva Liga | 20         | 0          | 2     | 0     | 0              | 0              | 22     | 0      |
| 2021/22 | Pirin Blagoëvgrad | Parva Liga | 24         | 0          | 1     | 0     | 0              | 0              | 25     | 0      |
| Totaal  | Totaal            | Totaal     | 487        | 20         | 43    | 4     | 79             | 2              | 609    | 26     |

## Interlandcarrière
Djakov maakte zijn debuut in het Bulgaars voetbalelftal op 29 februari 2012. Op die dag werd een vriendschappelijke wedstrijd tegen Hongarije met 1–1 gelijkgespeeld. De middenvelder mocht in de basis beginnen en hij speelde het gehele duel mee.
| Interlands van Svetoslav Djakov voor Bulgarije | Interlands van Svetoslav Djakov voor Bulgarije | Interlands van Svetoslav Djakov voor Bulgarije | Interlands van Svetoslav Djakov voor Bulgarije | Interlands van Svetoslav Djakov voor Bulgarije | Interlands van Svetoslav Djakov voor Bulgarije |
| №                                              | Datum                                          | Wedstrijd                                      | Uitslag                                        | Competitie                                     | Goals                                          |
| Als speler bij Loedogorets                     | Als speler bij Loedogorets                     | Als speler bij Loedogorets                     | Als speler bij Loedogorets                     | Als speler bij Loedogorets                     | Als speler bij Loedogorets                     |
| ---------------------------------------------- | ---------------------------------------------- | ---------------------------------------------- | ---------------------------------------------- | ---------------------------------------------- | ---------------------------------------------- |
| 1                                              | 29 februari 2012                               | Hongarije – Bulgarije                          | 1 – 1                                          | Vriendschappelijk                              |                                                |
| 2                                              | 26 mei 2012                                    | Nederland – Bulgarije                          | 1 – 2                                          | Vriendschappelijk                              |                                                |
| 3                                              | 29 mei 2012                                    | Bulgarije – Turkije                            | 0 – 2                                          | Vriendschappelijk                              |                                                |
| 4                                              | 15 augustus 2012                               | Bulgarije – Cyprus                             | 1 – 0                                          | Vriendschappelijk                              |                                                |
| 5                                              | 7 september 2012                               | Bulgarije – Italië                             | 2 – 2                                          | WK 2014 kwalificatie                           |                                                |
| 6                                              | 11 september 2012                              | Bulgarije – Armenië                            | 1 – 0                                          | WK 2014 kwalificatie                           |                                                |
| 7                                              | 16 oktober 2012                                | Tsjechië – Bulgarije                           | 0 – 0                                          | WK 2014 kwalificatie                           |                                                |
| 8                                              | 14 november 2012                               | Bulgarije – Oekraïne                           | 0 – 1                                          | Vriendschappelijk                              |                                                |
| 9                                              | 26 maart 2013                                  | Denemarken – Bulgarije                         | 1 – 1                                          | WK 2014 kwalificatie                           |                                                |
| 10                                             | 30 mei 2013                                    | Japan – Bulgarije                              | 0 – 2                                          | Vriendschappelijk                              |                                                |
| 11                                             | 4 juni 2013                                    | Kazachstan – Bulgarije                         | 1 – 2                                          | Vriendschappelijk                              |                                                |
| 12                                             | 14 augustus 2013                               | Macedonië – Bulgarije                          | 2 – 0                                          | Vriendschappelijk                              |                                                |
| 13                                             | 6 september 2013                               | Italië – Bulgarije                             | 1 – 0                                          | WK 2014 kwalificatie                           |                                                |
| 14                                             | 10 september 2013                              | Malta – Bulgarije                              | 1 – 2                                          | WK 2014 kwalificatie                           |                                                |
| 15                                             | 11 oktober 2013                                | Armenië – Bulgarije                            | 2 – 1                                          | WK 2014 kwalificatie                           |                                                |
| 16                                             | 5 maart 2014                                   | Bulgarije – Wit-Rusland                        | 2 – 1                                          | Vriendschappelijk                              |                                                |
| 17                                             | 23 mei 2014                                    | Canada – Bulgarije                             | 1 – 1                                          | Vriendschappelijk                              |                                                |
| 18                                             | 9 september 2014                               | Azerbeidzjan – Bulgarije                       | 1 – 2                                          | EK 2016 kwalificatie                           |                                                |
| 19                                             | 10 oktober 2014                                | Bulgarije – Kroatië                            | 0 – 1                                          | EK 2016 kwalificatie                           |                                                |
| 20                                             | 13 oktober 2014                                | Noorwegen – Bulgarije                          | 2 – 1                                          | EK 2016 kwalificatie                           |                                                |
| 21                                             | 16 november 2014                               | Bulgarije – Malta                              | 1 – 1                                          | EK 2016 kwalificatie                           |                                                |
| 22                                             | 28 maart 2015                                  | Bulgarije – Italië                             | 2 – 2                                          | EK 2016 kwalificatie                           |                                                |
| 23                                             | 8 juni 2015                                    | Turkije – Bulgarije                            | 4 – 0                                          | Vriendschappelijk                              |                                                |
| 24                                             | 12 juni 2015                                   | Malta – Bulgarije                              | 0 – 1                                          | EK 2016 kwalificatie                           |                                                |
| 25                                             | 3 september 2015                               | Bulgarije – Noorwegen                          | 0 – 1                                          | EK 2016 kwalificatie                           |                                                |
| 26                                             | 6 september 2015                               | Italië – Bulgarije                             | 1 – 0                                          | EK 2016 kwalificatie                           |                                                |
| 27                                             | 13 oktober 2015                                | Bulgarije – Azerbeidzjan                       | 2 – 0                                          | EK 2016 kwalificatie                           |                                                |
| 28                                             | 25 maart 2016                                  | Portugal – Bulgarije                           | 0 – 1                                          | Vriendschappelijk                              |                                                |
| 29                                             | 29 maart 2016                                  | Macedonië – Bulgarije                          | 0 – 2                                          | Vriendschappelijk                              |                                                |
| 30                                             | 3 juni 2016                                    | Japan – Bulgarije                              | 7 – 2                                          | Vriendschappelijk                              |                                                |
| 31                                             | 7 juni 2016                                    | Bulgarije – Denemarken                         | 0 – 4                                          | Vriendschappelijk                              |                                                |
| 32                                             | 6 september 2016                               | Bulgarije – Luxemburg                          | 4 – 3                                          | WK 2018 kwalificatie                           |                                                |
| 33                                             | 7 oktober 2016                                 | Frankrijk – Bulgarije                          | 4 – 1                                          | WK 2018 kwalificatie                           |                                                |
| 34                                             | 10 oktober 2016                                | Zweden – Bulgarije                             | 3 – 0                                          | WK 2018 kwalificatie                           |                                                |
| 35                                             | 13 november 2016                               | Bulgarije – Wit-Rusland                        | 1 – 0                                          | WK 2018 kwalificatie                           |                                                |
| 36                                             | 9 juni 2017                                    | Wit-Rusland – Bulgarije                        | 2 – 1                                          | WK 2018 kwalificatie                           |                                                |

## Erelijst
| Parva Liga             | 9 | 2011/12, 2012/13, 2013/14, 2014/15, 2015/16, 2016/17, 2017/18, 2018/19, 2019/20 |
| Bulgaarse voetbalbeker | 2 | 2011/12, 2013/14                                                                |
| Bulgaarse Supercup     | 4 | 2012/13, 2014/15, 2018/19, 2019/20                                              |